# Aleksandrs Leimanis
Aleksandrs Leimanis (Gabrilovo, gubèrnia de Smolensk, Imperi Rus, 17 d'octubre de 1913 − Riga, 17 de juny de 1990) fou un guionista i director de cinema letó. Esporàdicament va aparèixer com a actor en algunes de les seves obres.
La seva filmografia s'estén al llarg del període soviètic, en el que dirigí més de quinze pel·lícules, incloent el clàssic de culte Vella kalpi ("Els servents del dimoni") i la seqüela Vella kalpi vella dzirnavās ("Els servents del dimoni al molí del dimoni"). Al final de la vida, el cineasta va admetre que la majoria dels seus projectes no es van realitzar a causa de la censura comunista mentre que foren confiats als seus col·legues. L'any 1987 va marxar de la professió amb ressentiment.
Estigué casat amb l'actriu Baiba Indriksone i un dels seus fills, Aivars Leimanis, nascut l'any 1958, fou coreògraf i ballarí de ballet. Leimanis està enterrat al cementiri del Bosc de Riga.

## Filmografia

### Documentals
- Vecie labie laiki (1968)

### Pel·lícules
- Atzītā kļūda (1959, curtmetratge)
- Cielaviņas armija (1964)
- "Tobago" maina kursu (1965)
- Cielaviņas armija atkal cīnās (1968)
- Vella kalpi (1970)
- Vella kalpi Vella dzirnavās (1972)
- Oļegs un Aina (1973, sèries de TV)
- Melnā vēža spīlēs (1975)
- Atklātā pasaule (1979)

### Actor
- Kapteiņa Enriko pulkstenis (Jānis Streičs i Ēriks Lācis, 1967) - episodi
- Vella kalpi Vella dzirnavās (1972) - episodi
- Teātris (Jānis Streičs, 1978) - el capellà
- Nepabeigtās vakariņas (Jānis Streičs, 1979) - l'inspector Mogensens

## Premis i nominacions
- 1973: Artista del poble de la República Socialista Soviètica de Letònia